# Бергдорф Гудман: Больше века на вершине модного олимпа
«Бергдорф Гудман: Больше века на вершине модного олимпа» (англ. Scatter My Ashes at Bergdorf’s) — документальный фильм 2013 года режиссёра Мэттью Миле об одном из самых известных и культовых зданий Нью-Йорка — магазине Bergdorf Goodman на Пятой авеню. Название фильма взято из заголовка статьи журналистки Виктории Робертс в журнале The New Yorker за 1990 год.

## Сюжет
История магазина ведёт начало с конца XIX века, когда эмигрант Герман Бергдорф открыл небольшое ателье. С годами бизнес расширялся и Bergdorf Goodman превратился в одной из самых фешенебельных мест Большого Яблока, где новинки мировой моды появляются раньше, чем в Милане и Париже, а некоторые знаменитые модельеры стали знамениты лишь благодаря ему.
В фильме принимают участие члены семьи Бергдорф, звёзды модельного бизнеса — Том Форд, Маноло Бланник, Вера Ванг, Диана фон Фюрстенберг, Джорджо Армани, Майкл Корс, деятели искусства — Джилл Каргман, Кэндис Берген, сёстры Олсен и прочих знаменитостей.